# ژوب
ژوب (به انگلیسی: Zhob) یک شهر در پاکستان است  یکیدر ایالت بلوچستان واقع شده‌است. ژوب ۲۲٬۹۸۷ نفر جمعیت دارد و ۱٬۴۲۶ متر بالاتر از سطح دریا واقع شده‌است.